# Dreisbach (Ahr)
Der Dreisbach ist ein zehn Kilometer langer, orographisch linker Nebenfluss der Ahr in Nordrhein-Westfalen und Rheinland-Pfalz.

## Geographie

### Verlauf
Der Dreisbach entspringt im Waldgebiet Auf der Luck zwischen den Ortsteilen Rohr und Lommersdorf der Gemeinde Blankenheim nahe der Landesstraße 115 auf einer Höhe von ca. 507 m ü. NHN. Von hier aus fließt der Bach nach Nordosten und quert nach etwa einem Kilometer die Landesgrenze nach Rheinland-Pfalz. Er setzt seinen Lauf nach Osten fort, fließt dann südlich an den Adenauer Ortsgemeinden Ohlenhard und Wershofen vorbei. Auf der anderen Seite, jenseits des Eichenbachs, erhebt dich der höchste Berg des Ahrgebirges, der Aremberg. Der Dreisbach mündet bei Fuchshofen auf etwa 256 m Höhe in den dort von Süden kommenden Rhein-Zufluss Ahr.

### Einzugsgebiet und Zuflüsse
Auf seinem zehn Kilometer langen Weg überwindet der Bach einen Höhenunterschied von 251 Metern, was einem mittleren Sohlgefälle von 25 ‰ entspricht. Das 16,4 km² große Einzugsgebiet wird über Ahr und Rhein zur Nordsee entwässert.
| Name                                   | GKZ       | Lage   | Länge in km | EZG in km² | Mündung   | Mündungshöhe in m ü. NHN |
| -------------------------------------- | --------- | ------ | ----------- | ---------- | --------- | ------------------------ |
| Försterseifen                          | 271854-12 | links0 | 000,9020    | 0000,2360  | Ohlenhard | 42200000                 |
| Rüppenseifen                           | 271854-2  | links0 | 000,7260    | 0000,4010  | Ohlenhard | 39900000                 |
| Schalkenbach                           | 271854-32 | rechts | 002,4650    | 0002,6170  | Ohlenhard | 38700000                 |
| Etzseifen                              | 271854-34 | rechts | 000,9580    | 0000,6850  |           | 38200000                 |
| Eulenseifen, auch Keuvelsseifen        | 271854-36 | links0 | 001,3280    | 0001,2260  |           | 36500000                 |
| Scheidseifen                           | 271854-38 | rechts | 001,3010    | 0000,8490  |           | 35100000                 |
| Keupelsseifen, auch Mutscheider Seifen | 271854-4  | links0 | 000,8280    | 0000,8150  | Wershofen | 34000000                 |
| Nehmenseifen                           | 271854-92 | links0 | 000,8280    | 0000,8150  |           | 31700000                 |
| Mührenseifen, auch Mühlenseifen        | 271854-94 | links0 | 000,9440    | 0000,8080  |           | 30100000                 |
| Müllenseifen                           | 271854-96 | links0 | 000,9570    | 0000,8050  |           | 28300000                 |

## Sehenswürdigkeiten und Bauwerke

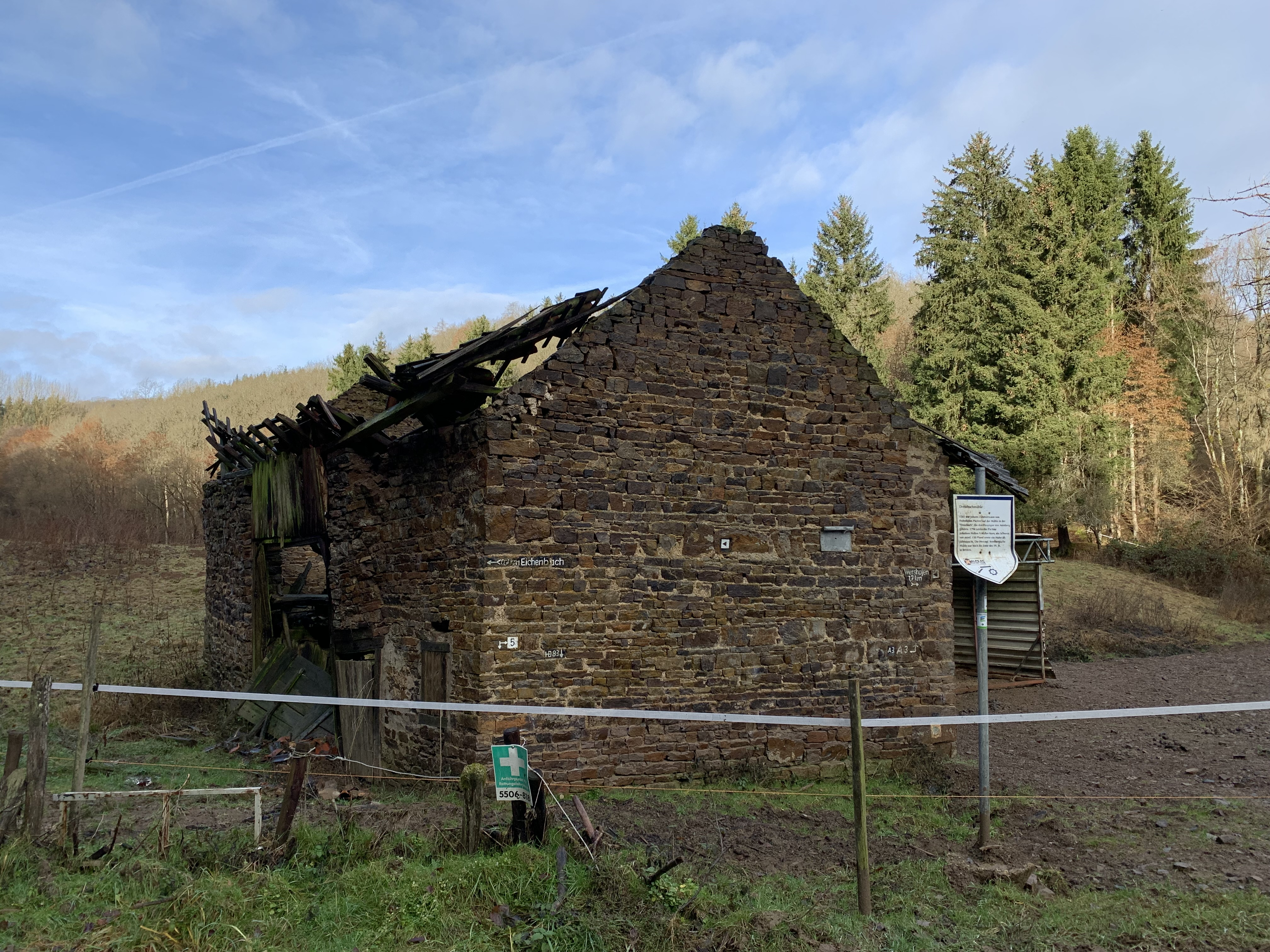
Scheune der ehemaligen Dreisbachmühle

Nahe der Einmündung des Mutscheider Seifen liegt die ehemalige Dreisbachmühle. Sie war nachweislich seit dem 16. Jahrhundert in Betrieb und gehörte den Herzögen von Arenberg. Im Jahr 1583 war ein Johann Zimmermann aus Frohnhofen der Pächter, 1797 ein Johannes Helten. Er zahlte jährlich neun Malter Korn, ein Schwein von mindestens 150 Pfund sowie ein Huhn als Pacht. Bei einem Hochwasser im Jahr 1784 wurde die Mühle beschädigt und 1804 durch ein Hochwasser im Jahr 1804 vernichtet. Der Mühlenbetrieb wurde daraufhin eingestellt. Im 21. Jahrhundert ist noch eine alte Scheune vorhanden, die bei der Flutkatastrophe im Ahrtal 2021 beschädigt wurde.